# Champ de Higgs électrofaible
 (décembre 2020).
Si vous disposez d'ouvrages ou d'articles de référence ou si vous connaissez des sites web de qualité traitant du thème abordé ici, merci de compléter l'article en donnant les références utiles à sa vérifiabilité et en les liant à la section « Notes et références ».
Le champ de Higgs ou champ de Brout-Englert-Higgs-Hagen-Guralnik-Kibble (champ BEHHGK) est un champ scalaire, indispensable au modèle standard pour expliquer la brisure de symétrie qui se manifeste par la portée infinie de la force électromagnétique et la portée très limitée de la force faible. Il porte le nom des physiciens qui ont contribué à sa théorisation : Robert Brout, François Englert, Peter Higgs, Carl Richard Hagen, Gerald Guralnik et Thomas Kibble.
On explique cette différence par le fait que le photon, médiateur de l'interaction électromagnétique, n'interagit pas avec le champ de Higgs, ce qui n'est pas le cas des bosons intermédiaires W+, W− et Z, médiateurs de l'interaction faible. Or le photon n'a pas de masse, et les trois autres bosons sont lourds (80-90 GeV/c2). On pense donc que l'interaction avec le champ de Higgs serait responsable de l'apparition de la masse inertielle, valeur scalaire qui mesure la résistance des particules à l'accélération, et affecterait en réalité toutes les particules élémentaires (même le neutrino, dont l'oscillation de saveur détectée en 2010 et 2011 notamment confirme effectivement une masse non nulle).
Le champ de Higgs étant un champ scalaire (donc décrit par une simple fonction f), son boson vecteur, le boson de Higgs, possède un spin nul.

## Origine du champ de Higgs
Comme tous les champs quantiques, le champ de Higgs trouve son origine dans le Big Bang. Cependant, contrairement à ses homologues, ce champ n'aurait pas un potentiel minimal à valeur nulle, mais pour une valeur différente de zéro ; par exemple, ce potentiel pourrait s'écrire : {\displaystyle V(\psi )=(\psi ^{2}-\psi _{0}^{2})^{2}}. L'évolution du champ vers son potentiel moindre, à l'occasion de l'expansion de l'univers, impliquerait donc que celui-ci tende vers cette valeur constante (et positive). Voilà pourquoi les physiciens parlent d'une valeur moyenne dans le vide non nulle du champ de Higgs, ou, pour simplifier, d'océan de Higgs.

Pour que ce champ prenne une valeur nulle dans une certaine partie de l'univers (et donc que la masse inertielle y disparaisse), il faudrait lui apporter l'énergie susceptible de le faire remonter de son puits de potentiel, comme c'était le cas lors du Big Bang.

## Le champ de Higgs crée la masse inertielle
Depuis longtemps, des physiciens s'interrogent sur l'origine de l'inertie de la matière, qui mesure la force qu'il faut appliquer à un objet pour lui imprimer une accélération donnée. Le champ de Higgs, intervenant par le biais du mécanisme de Higgs, fournit un élément de réponse important en ce sens, par les expériences réalisées depuis 2009 au LHC : en mouvement accéléré, c'est le champ de Higgs qui freine les quarks qui composent les objets que nous soulevons, tirons et lançons : la masse inertielle d'une particule résulte donc de son degré d'interaction avec le champ de Higgs.
Ainsi, une particule sans interaction avec le champ de Higgs, comme le photon, a automatiquement une masse nulle. Inversement, plus cette interaction est importante, plus la particule est « lourde ».